# Kurt Goldstein
Pour les articles homonymes, voir Goldstein.
Kurt Goldstein (6 novembre 1878 - 19 septembre 1965) était un neurologiste et psychiatre allemand qui fut un pionnier de la neuropsychologie moderne. Il est à l'origine d'une théorie globale de l'organisme fondée sur la Gestalt-théorie qui a profondément influencé le développement de la gestalt-thérapie. Son livre le plus important en allemand est Der Aufbau des Organismus (1934), qui a été publié en français en 1952 dans la collection « Bibliothèque de Philosophie » dirigée par M. Merleau-Ponty aux éditions Gallimard sous le titre La structure de l'organisme. Introduction à la biologie à partir de la pathologie humaine (traduction de l'allemand par E. Burckhardt et Jean Kuntz) ; puis réédité avec une préface de Pierre Fédida en poche dans la collection « Tel » (N° 78). 
Goldstein était le coéditeur du Journal of Humanistic Psychology.

## Biographie
Kurt Goldstein est né à Kattowitz, province de Silésie, en 1878, dans une famille nombreuse juive. Après le lycée, il étudie brièvement la philosophie à l'Université de Heidelberg avant d'intégrer l'Université de Breslau où il étudie la médecine. À Francfort, Goldstein sert d'assistant de laboratoire à Ludwig Edinger et étudie sous la direction de Carl Wernicke. Goldstein ouvre une petite clinique de neurologie, et, après le décès d'Edinger, reprend le rôle de professeur de neurologie.
Après la Première Guerre mondiale, Goldstein profite du grand nombre de lésions cérébrales traumatiques traitées dans la clinique pour créer The Institute for Research into the Consequences of Brain Injuries (Institut pour la recherche sur les conséquences des lésions cérébrales) à Francfort. C'est dans cet institut qu'il développe sa théorie des relations esprit-cerveau.
En 1930, Goldstein accepte un poste à l'université Humboldt de Berlin. En 1933, le Parti nazi arrive au pouvoir et Goldstein est arrêté et emprisonné dans une cave. Après une semaine, il est relaxé à la condition qu'il quitte le pays immédiatement sans jamais y revenir.
Il passe l'année suivante à Amsterdam, parrainé par la Fondation Rockefeller, et écrit son ouvrage majeur, La Structure de l'organisme.
Goldstein émigre aux États-Unis en 1935 ; il devient citoyen américain en 1940. Il enseigne la neuropathologie et la psychopathologie d'abord à l'université Columbia puis à l'université Harvard.

## Théorie et influence
Dans La structure de l'organisme, après avoir observé que les amputés cérébraux ont des réactions de type confusionnel avec des manifestations d'ordre déficitaire qu'on ne doit pas prendre pour des lésions cérébrales « en foyer », Goldstein avance le principe de deux niveaux de pensée, l'une supérieure, catégorielle ou abstraite, l'autre inférieure ou concrète ; il remet ainsi en cause la théorie selon lui trop limitée des localisations cérébrales fonctionnelles, ce qui l'amène à adopter un point de vue global et gestaltiste sur le fonctionnement du cerveau.
Introduite en France par les travaux de Maurice Merleau-Ponty (notamment dans son livre La structure du comportement), mais également par Georges Canguilhem (Le Normal et le pathologique), la pensée de Kurt Goldstein compte parmi celles qui auront préparé le Structuralisme tel qu'il a émergé dans les années 1960 comme relais de la pensée existentialiste d'après guerre.

## Sélection d’œuvres

### Livres/Monographies
- (fr) Jacques Hochmann : Le structuralisme de Kurt Goldstein p. 199 à 201, in "Histoire de l'autisme : De l'enfant sauvage aux troubles envahissants du développement", Éditeur : Odile Jacob, 2009,  (ISBN 2738121535)
- (en) Kurt. Goldstein, The organism : A holistic approach to biology derived from pathological data in man, New York, Zone Books, 1934/1995, 1re éd., 424 p., poche (ISBN 978-0-942299-97-7, LCCN 94040858)
- Goldstein, Kurt. (1940). Human Nature in the Light of Psychopathology. Cambridge: Harvard University Press ; trad. fr. La Nature humaine à la lumière de la psychopathologie, introduction et notes d'Agathe Camus, Les Belles Lettres, coll. Médecine & sciences humaines, 416 p., 2021
- Goldstein, Kurt; Scheerer, Martin.(1941): Abstract and Concrete Behavior: An Experimental Study With Special Tests. In: Psychological Monographs, ed. by John F. Dashell, Vol. 53/1941, No. 2 (whole No. 239), S. 1-151.
- Goldstein, Kurt. (1942) After effects of brain injuries in war.  New York: Grune & Stratton.
- Goldstein, Kurt., Hanfmann, E., Rickers-Ovsiankina (1944). Case Lanuti: Extreme Concretization of Behavior Due to Damage of the Brain Cortex. In: Psychological Monographs, ed. by John F. Dashell, Vol. 57/1944, No. 4 (whole No. 264), S. 1-72.
- Goldstein, Kurt., Scheerer, M., Rothmann, E. (1945). A Case of “Idiot Savant”: An Experimental Study of Personality Organization. In: Psychological Monographs, ed. by John F. Dashell, Vol. 58/1945, No. 4 (whole No. 269), S. 1-63.
- Goldstein, Kurt. (1948). Language and Language Disturbances: Aphasic symptom complexes and their significance for medicine and theory of language.  New York: Grune & Stratton.
- Goldstein, Kurt. (1971). Selected papers/Ausgewählte Schriften. ed., Aron Gurwitsch, Else M. Goldstein.